# Obsah a primitivní část polynomu
Obsah polynomu a primitivní část polynomu jsou v oboru komutativní algebry dvě úzce související charakteristiky polynomu. Především se uvažují u polynomů s koeficienty z celých čísel, pro která platí základní věta aritmetiky, ale stejná definice je užívána a platí obecněji pro polynomy s koeficienty z libovolného gaussovského oboru integrity. Obsah polynomu je největší společný dělitel všech jeho koeficientů (je tedy určen jednoznačně až na vynásobení jednotkou), primitivní část polynomu vznikne vydělením polynomu jeho obsahem. 
Je-li obsahem polynomu jednotka, je polynom nazýván primitivní polynom.
Gaussovo lemma říká, že součin primitivních polynomů je opět primitivním polynomem. 